# Бугімен (фільм)
«Бугімен» (англ. Boogeyman) — американський фільм жахів 2005 року режисера Стефена Т. Кея.

## Сюжет
Коли Тіму було вісім років, вночі в його спальні трапилось те, чого боїться кожна дитина — дещо незнане і страшне потягло в комору його батька. З тих пір батька ніхто не бачив. Тепер в кімнаті Тіма нема темних кутків, він спить на підлозі, але всепоглинаючий страх перед Бугіменом із дитячих страшилок не залишає його ні на мить. Взнавши про смерть матері, Тім повертається в будинок свого дитинства. Відчуваючи, що в скрипучих стінах старого готичного особняка зло знову хоче одержати над ним верх, Тім розуміє — він повинен кинути виклик своєму страху. Тобто провести ніч в будинку, де як і раніше мешкає кошмарний Бугімен.

## У ролях
- Баррі Вотсон — Тім Дженсен
- Емілі Дешанель — Кейт Ховтон
- Скай Маккоул Бартусяк — Френні Робертс
- Люсі Лоулес — Мері Дженсен (мама Тіма)
- Торі Мазетт — Джессіка
- Ендрю Гловер — Бугімен
- Чарлз Месьюр — Містер Дженсен
- Філіп Гордон — Дядько Майк
- Робін Малкольм — Доктор Матерсон
- Аарон Мерфі — Тім Дженсен в дитинстві

## Цікаві факти
- Слоган фільму: «You thought it was a just a story… but it's real.»

## Саундтрек
- «Falling Home» у виконанні Noisehead.
- «Jazzacuba» у виконанні Boomish.
- «Bodega» у виконанні Boomish.